# Llica
Llica ist eine Ortschaft im Departamento Potosí im Hochland des südamerikanischen Anden-Staates Bolivien.

## Lage im Nahraum
Llica ist Sitz der Verwaltung der Provinz Daniel Campos und der zentrale Ort Municipios Llica. Die Ortschaft liegt in einer Höhe von 3681 m im Quellbereich des Río Jalanta, der in südöstlicher Richtung nach sieben Kilometern in den Salzsee Salar de Uyuni mündet.

## Geographie
Das Municipio Llica liegt zwischen der westlichen Andenkette der Cordillera Occidental und der östlichen Kette der Cordillera Oriental am Ufer des Salzsees Salar de Uyuni. Das Klima in der Region ist semiarid und ein typisches Tageszeitenklima, bei dem die Temperaturen im Tagesverlauf stärker schwanken als im Jahresverlauf.
Der Jahresniederschlag liegt bei niedrigen 150 mm (siehe Klimadiagramm Llica) und weist nur im Januar und Februar nennenswerte Monatsniederschläge von etwa 50 mm auf. Die Jahresdurchschnittstemperatur liegt bei etwa 6 °C, die Monatswerte schwanken zwischen 2 °C im Juli und knapp 9 °C im Januar und Februar, es kommt im gesamten Jahresverlauf zu häufigem Frostwechsel.

## Verkehrsnetz
Llica liegt in Luftlinienentfernung 260 Kilometer westlich von Potosí, der Hauptstadt des gleichnamigen Departamentos.
Von Potosí führt die Nationalstraße Ruta 5 in südwestlicher Richtung 208 Kilometer bis Uyuni, von dort zweigt die Nationalstraße Ruta 30 in nördlicher Richtung ab und erreicht nach 22 Kilometern Colchani. Von dort führt eine Piste in nordwestlicher Richtung über den Salar de Uyuni und erreicht nach 170 Kilometern Llica.

## Bevölkerung
Die Einwohnerzahl der Ortschaft ist in den vergangenen beiden Jahrzehnten deutlichen Schwankungen unterworfen gewesen:
| Jahr | Einwohner | Quelle       |
| ---- | --------- | ------------ |
| 1992 | 874       | Volkszählung |
| 2001 | 553       | Volkszählung |
| 2012 | 845       | Volkszählung |
| 2024 |           | Volkszählung |

Llica beherbergt außer der Provinzverwaltung mit dem Instituto Normal Superior Franz Tamayo auch eine Fachhochschule für die Ausbildung von Grundschullehrern.